# Grigori Iavlinski
Grigori Alekseïevitch Iavlinski (en russe : Григорий Алексеевич Явлинский), né le 10 avril 1952 à Lvov, en Union soviétique (RSS d'Ukraine), est un homme politique russe.

## Biographie

### Origines et jeunesse
Sa famille est d'origine aristocratique et ses grands-parents sont morts pendant la guerre civile. Son père, Alexeï (1919-1981), est élevé dans les années 1930 dans un orphelinat à Kharkiv. Officier médaillé de la Seconde Guerre mondiale, il devient professeur d'histoire à Lviv. Sa mère, Véra Naoumovna, d'origine juive, est professeur de chimie. Il a un frère Mikhaïl qui vit à Lviv.
Dans sa jeunesse, Grigori est surtout reconnu pour ses capacités sportives : en 1967 et en 1968, il devient champion de boxe junior. De 1967 à 1976, il étudie l'économie à l'Université russe d'économie Plekhanov de Moscou. 
Il est marié et a deux fils, Mikhaïl (1971) qui travaille pour la BBC de Londres au service russe et Alexeï (1981), informaticien à Moscou.  

### Engagement politique
Le rôle de Iavlinski se révèle un peu avant la direction de l'URSS par Mikhaïl Gorbatchev. Dès ce moment, il participe avec Mikhaïl Zadornov et Alexeï Mikhaïlov à l'élaboration du programme de réformes économiques « 500 jours » qui est présenté à Mikhaïl Gorbatchev pour réformer l'économie russe. Ce programme doit permettre de passer à une économie de type capitaliste en 500 jours et préfigure la « thérapie de choc » appliquée par Iegor Gaïdar et Boris Eltsine au début des années 1990.
En 1993, il fonde le Parti libre russe, Iabloko (la pomme), avec Iouri Boldyrev et Vladimir Loukine. Associé à l’effondrement de l’économie russe dans les années 1990, ce parti décline rapidement. En 2003, le parti compte 66 000 membres et 16 parlementaires parmi les 450 sièges de la Douma d'État. Aux élections législatives, son parti récolte en 2003 4,3 % des voix et 1,6 % en 2007.
Il était candidat à l'élection présidentielle en 1996, et remporta 7 % des voix. En 2000, il obtient 5,80 % des voix, et arrive troisième de l'élection derrière Vladimir Poutine (élu au premier tour) et le candidat communiste Guennadi Ziouganov.
En 2008, il se propose pour être candidat à l'élection présidentielle, mais la majorité des membres du parti Iabloko se rangent derrière Vladimir Boukovski. Le 22 juin 2008, il démissionne de la tête du parti, après avoir été critiqué par des membres plus jeunes et est remplacé par le député de la Douma moscovite Sergueï Mitrokhine.
Candidat à l'élection présidentielle en 2018, il termine en cinquième position, avec 1,05 % des voix.
En 2021, il appelle les partisans d'Alexeï Navalny à ne pas voter pour son parti, dénonçant les positions nationalistes de celui-ci, et obtient 1,23 % des voix exprimées. Parallèlement, il acquiert un bien immobilier d'une valeur de 55 millions de roubles dans la banlieue chic de Moscou.
Qualifié de « critique modéré du Kremlin », Iavlinski est vu comme un « joker [...] utile au Kremlin », un candidat d'opposition récurrent des élections présidentielles, sans vraiment en être un. Il propose en 2023 ses services comme « médiateur » dans le cadre de l'invasion russe de l'Ukraine.